# City of Capitals
City of Capitals (ryska: Город Столиц, Gorod Stolits) är två skyskrapor i Moskvas internationella affärscentrum, Ryssland, färdigställda 2009. 

## Bakgrund
Tornen symboliserar städerna Moskva och Sankt Petersburg och är 302 respektive 257 meter höga. De båda skyskraporna står på en gemensam basbyggnad som består av 6 våningsplan under jord och 4 ovan jord. I basbyggnaden finns butiker, gym och restauranger. Själva skyskraporna innehåller till största delen lägenheter och kontor.
Moskvatornet har 73 våningar och var Europas högsta byggnad tills Shard London Bridge invigdes i juli 2012.

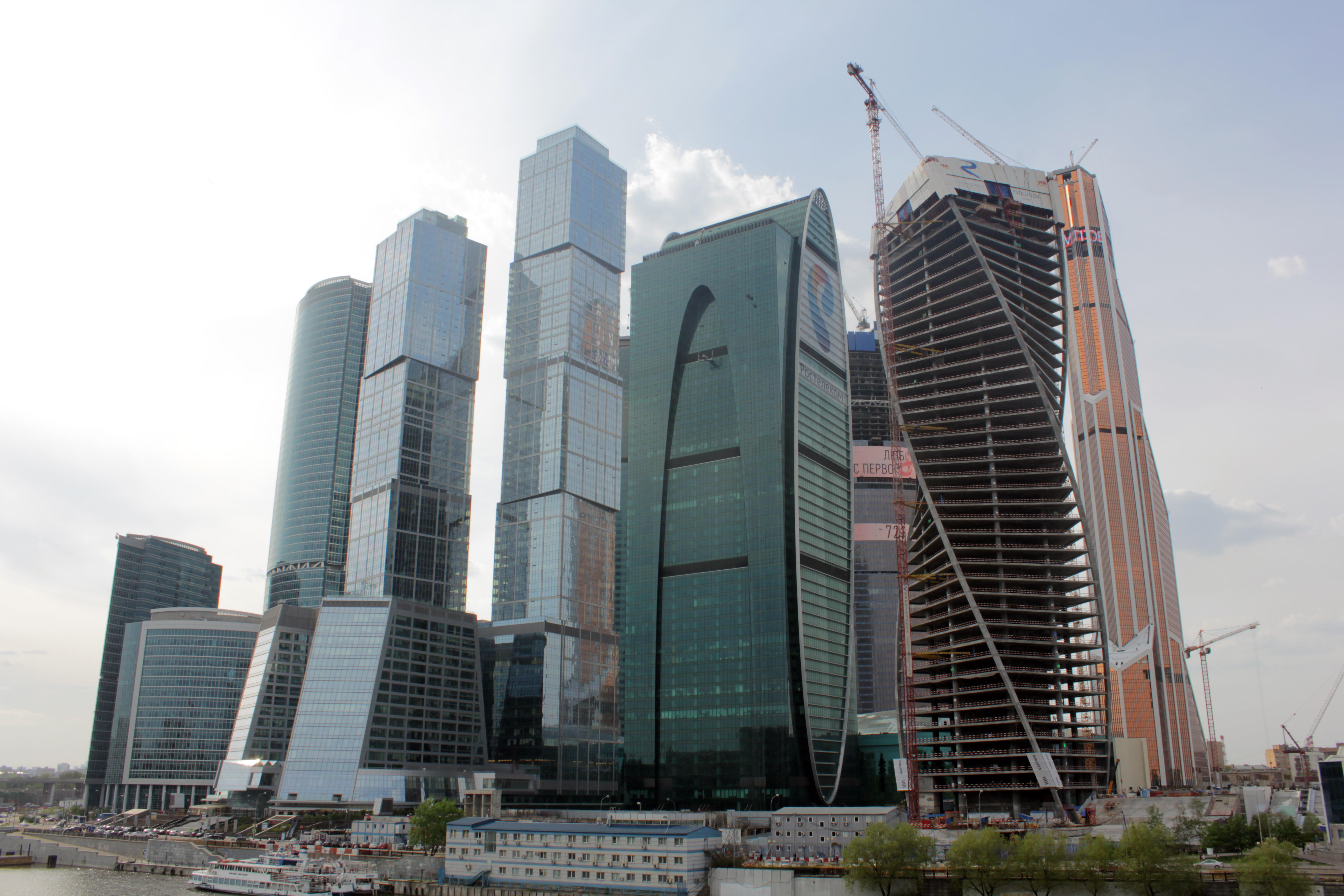
Några av skyskraporna i Moskvas internationella affärscentrum, 2013. Naberezjnajatornet, City of Capitals, Imperia Tower, Federationstornet (i bakgrunden), Evolution Tower, Mercury City Tower.

I samma kvarter finns även skyskrapan Mercury City Tower som, när den invigdes 2013 var Europas högsta byggnad med sin höjd av 339 meter. 